# 1. deild 1996 (Islanda)
La 1. deild 1996 fu la 85ª edizione della massima serie del campionato di calcio islandese disputata tra il 23 maggio e il 29 settembre 1996 e conclusa con la vittoria del ÍA, al suo diciassettesimo titolo e quinto consecutivo.
Capocannoniere del torneo fu Ríkharður Daðason (KR) con 14 reti.

## Formula
Come nella stagione precedente le squadre partecipanti furono dieci e si incontrarono in un turno di andata e ritorno per un totale di diciotto partite.
Le ultime due classificate retrocedettero in 2. deild karla.
Le squadre qualificate alle coppe europee furono quattro: i campioni alla UEFA Champions League 1995-1996, la seconda alla Coppa UEFA 1997-1998, il vincitore della coppa nazionale alla Coppa delle Coppe 1997-1998 e un'ulteriore squadra alla Coppa Intertoto 1997.

## Squadre partecipanti
| Club       | Città          | Stadio | Posizione 1995     |
| ---------- | -------------- | ------ | ------------------ |
| Stjarnan   | Garðabær       |        | 2. deild           |
| ÍBV        | Vestmannaeyjar |        | 3°                 |
| Valur      | Reykjavík      |        | 7°                 |
| KR         | Reykjavík      |        | 2°                 |
| Grindavík  | Grindavík      |        | 6°                 |
| Breiðablik | Kópavogur      |        | 8°                 |
| ÍA         | Akranes        |        | Campione d'Islanda |
| Keflavík   | Keflavík       |        | 4°                 |
| Fylkir     | Reykjavík      |        | 2. deild           |
| Leiftur    | Fjallabyggð    |        | 5°                 |

## Classifica finale
|                    | Pos. | Squadra    | Pt | G  | V  | N | P  | GF | GS | DR  |
| ------------------ | ---- | ---------- | -- | -- | -- | - | -- | -- | -- | --- |
| Islanda (bandiera) | 1.   | ÍA         | 40 | 18 | 13 | 1 | 4  | 46 | 19 | +27 |
|                    | 2.   | KR         | 37 | 18 | 11 | 4 | 3  | 38 | 16 | +22 |
|                    | 3.   | Leiftur    | 29 | 18 | 8  | 5 | 5  | 33 | 28 | +5  |
|                    | 4.   | ÍBV        | 25 | 18 | 8  | 1 | 9  | 30 | 33 | -3  |
|                    | 5.   | Valur      | 24 | 18 | 7  | 3 | 8  | 23 | 25 | -2  |
|                    | 6.   | Stjarnan   | 23 | 18 | 6  | 5 | 7  | 25 | 32 | -7  |
|                    | 7.   | Grindavík  | 19 | 18 | 5  | 4 | 9  | 23 | 34 | -11 |
|                    | 8.   | Keflavík   | 19 | 18 | 4  | 7 | 7  | 16 | 28 | -12 |
|                    | 9.   | Fylkir     | 18 | 18 | 5  | 3 | 10 | 26 | 30 | -4  |
|                    | 10.  | Breiðablik | 16 | 18 | 3  | 7 | 8  | 19 | 34 | -15 |

Legenda:
      Campione d'Islanda e ammesso alla UEFA Champions League
      Ammesso alla Coppa delle Coppe
      Ammesso alla Coppa UEFA
      Ammesso alla Coppa Intertoto
      Retrocesso in 2. deild karla
Note:
Tre punti a vittoria, uno a pareggio, zero a sconfitta.

### Verdetti
- ÍA Campione d'Islanda 1996 e qualificato alla UEFA Champions League
- KR qualificato alla Coppa UEFA
- ÍBV qualificato alla Coppa delle Coppe
- Leiftur qualificato alla Coppa Intertoto
- Fylkir e Breiðablik retrocesse in 2. deild karla.